# Djurgården Hockey 1959/1960
Djurgården spelade i Division 1 Södra där man vann serien. Man vann senare SM-serien.

## Resultat
```
- Division 1 Södra
```

- 15/11	Frölunda HC (b)	7 - 0 (1 - 0, 3 - 0, 3 - 0)
- 20/11	Forshaga IF (b)	4 - 3 (1 - 1, 2 - 1, 1 - 1)
- 29/11	IFK Bofors (h)	8 - 3 (1 - 3, 6 - 0, 1 - 0)
- 3/12	Södertälje SK (b)	10 - 3 (4 - 2, 3 - 1, 3 - 0)
- 4/12	Grums IK (b)	2 - 2 (1 - 0, 0 - 1, 1 - 1)
- 10/12	Västerås IK (h)	4 - 1 (1 - 1, 1 - 0, 2 - 0)
- 13/12	Karlbergs BK (h)	8 - 3 (2 - 1, 3 - 1, 3 - 1)
- 18/12	Karlbergs BK (b)	6 - 1 (0 - 0, 3 - 0, 3 - 1)
- 22/12	Västerås IK (b)	3 - 2 (0 - 2, 2 - 0, 1 - 0)
- 13/1	Grums IK (h)	5 - 5 (2 - 2, 2 - 1, 1 - 2)
- 17/1	IFK Bofors (b)	5 - 2 (0 - 0, 2 - 1, 3 - 1)
- 22/1	Forshaga IF (h)	14 - 2 (7 - 0, 6 - 1, 1 - 1)
- 26/1	Södertälje SK (h)	7 - 2 (3 - 2, 2 - 0, 2 - 0)
- 31/1	Frölunda HC (h)	14 - 2 (3 - 0, 7 - 2, 4 - 0)

- SM-serien
- 8/3	Skellefteå AIK (h)	5 - 3 (2 - 0, 3 - 2, 0 - 1)
- 11/3	Södertälje SK (b)	3 - 2 (0 - 1, 2 - 1, 1 - 0)
- 13/3	Gävle GIK (h)	5 - 3 (0 - 0, 4 - 1, 1 - 2)
- 15/3	Gävle GIK (b)	7 - 3 (4 - 0, 1 - 3, 2 - 0)
- 18/3	Södertälje SK (h)	6 - 4 (0 - 1, 2 - 3, 4 - 0)
- 20/3	Skellefteå AIK (b)	2 - 3 (0 - 1, 2 - 1, 0 - 1)